# Monesma
Monesma es una entidad de población española del municipio de Monesma y Cajigar, perteneciente a la provincia de Huesca, en la comunidad autónoma de Aragón.

## Toponimia
El lugar puede aparecer referido como «Monesma», «Monesma de Benabarre», «Monesma de Benavarre» y «Monesma de Rivagorza».

## Historia
Hacia mediados del siglo XIX, el lugar, por entonces con ayuntamiento propio, tenía contabilizada una población de 539 habitantes. Aparece descrito en el undécimo volumen del Diccionario geográfico-estadístico-histórico de España y sus posesiones de Ultramar de Pascual Madoz con las siguientes palabras:

MONESMA (vulgo MONESMA DE RIVAGORZA): l. con ayunt., al que estan agregados los pueblos de Chira y Soliveta en la prov. de Huesca (14 leg.), part. jud. de Benabarre (2 y 1/2), aud. terr. y c. g. de Zaragoza (22), dióc. de Lérida (12). Está sit. en una elevacion con muchas hondonadas y barrancos, en clima frio propenso á las afecciones depecho, sin duda por su mala situacion y crudeza de las aguas. Se compone de 32 casas á largas dist. unas de otras, entre las que se encuentra la llamada de Pericó, de construccion antiquísima con oratorio dentro de ella, casa consistorial é igl. parr. (San Vicente Mártir) en el centro del pueblo junto á las casas del cura y de un racionero, asi como del cementerio que tambien está contíguo. Tiene aquella por anejo al pueblo de Soliveta, y el curato que es de entrada, se halla servida por 1 cura párroco que pasa al anejo á decir misa los dias de precepto, 1 racionero de patronato del cabildo de Roda y 1 beneficiado fundado en la ermita de que hablamos mas adelante. Confina el térm. por N. con el de Cajigar; E. el de Cornudella; S. Mora de Montañana, y O. Castigaleu; dentro de él y entre dos montes existe un santuario denominado de Ntra. Sra. de Pallaroa, que posee algunas tierras, y cuya fiesta se celebra el 15 de agosto de cada año: hay tambien 1 ermita dedicada á San Antonio al confin O. del térm.: en este brotan diferentes fuentes de poca consideracion que abastecen con sus aguas al vecindario, corriendo algunos barrancos con direccion al r. Noguera Rivagorza. El terreno es áspero y montuoso, de mala calidad, con algunos huertos que se riegan con los mencionados barrancos; hay parte de secano, y no se encuentran mas monte que el denominado de Tozal, donde hay vestigios de castillo, que se supone fué obra de los moros; es muy elevado, tiene algunas tierras de cultivo. Los caminos son cruceros pra los pueblos inmediatos y de las mismas casas entre sí en malísimo estado: recibe la correspondencia de Benabarre y Aren por los mismos interesados que pasan á recogerla. prod. trigo, cebada, patatas y bellota; cria ganado lanar, cabrío y vacuno, y recria de mular en muy escaso número; hay caza de conejos, perdices y liebres. ind.: un molino harinero. Se celebra una feria casi insignificante el dia de San Antonio en enero y junio, en que se venden algunos géneros de vestir del pais, y varios artículos de consumo. pobl.: 112 vec., 539 alm. riqueza imp.: 71,050 rs. contr.: 9,268.
(Madoz, 1848, p. 497)

El municipio desapareció en 1970, cuando se fusionó con el de Cajigar para formar el de Monesma y Cajigar. En 2023, la entidad singular de población tenía empadronados 36 habitantes.

## Demografía
| Gráfica de evolución demográfica de Monesma de Benabarre entre 1842 y 1960 |
| |
| Población de derecho según los censos de población del INE Población de hecho según los censos de población del INEEntre el censo de 1857 y el anterior, crece el término del municipio porque incorpora a Chiró y Soliveta Entre el censo de 1970 y el anterior, este municipio desaparece porque se integra en el municipio Monesma y Cajigar |